# Наборна военна служба в България
Наборната военна служба в България, наричана още редовна военна служба, казарма, военна повинност или военна тегоба, е вид военна служба, съществувала от 1881 г. до 1919 г. и от 1938 г. до 31 декември 2007 г., като военно задължение на всички мъже, граждани на България.
Изпълнявана е както във въоръжените сили на България (в Българската армия и пр.) и структурите на Министерството на отбраната, така и във въоръжени организации извън въоръжените сили като войските на Министерството на вътрешните работи, войските на Министерството на транспорта и Строителните войски.

## История

### Княжество България
Задължителната военна служба във въоръжените сили на България възниква със създадения през 1881 г. Закон за военните сили на Княжество България. С него всички мъже поданици на Княжеството подлежат на задължителна военна повинност за срок от две години, след което преминават в запас и могат да бъдат повиквани по време на война, но и на маневри в мирно време. След Съединението на Княжество България с Източна Румелия от 1885 г. с указ на княз Александър I Законът започва да се простира и върху мъжкото население на източнорумелийските области, за което Османската империя, поради юридическия статут на областта и васалния спрямо османската държава характер на българското княжество, дава съгласието си през 1886 г. с подписания Топханенски акт. По време на водената Сръбско-българска война през 1885 г. цялото население на Княжеството и Румелия е мобилизирано в Българската земска войска. Задължителната военна служба продължава да се изпълнява до края на 19 век, така и в началото на 20 век със създаването на институцията на военните окръжия през 1901 г.

### Царство България
След обявяването на Независимостта на България на 22 септември 1908 г. българската държава вече е независима и суверенна, не е васална на Османската империя, а Княжество България се преименува в Царство България и се премахва правилото османският султан да дава съгласието си относно военните закони на страната. По време на избухналата през 1912 г. Балканска война, с оглед усъвършенстване на попълването на Българската войска с наборници, са създадени наборни комисии към новосъздадените военноинспекционни области, вследствие на което са попълнени с наборни рекрути три български армии, участвали в боевете срещу османските войски. През Първата световна война се създава отдел за военната повинност към Щаба на войската, ръководен от заместник-началник на щаба, което улеснява повикването на наборниците и запасните чинове в трите български армии, които взимат участие в трите фронта на Балканския полуостров в периода 1915 – 1918 г. През 1915 г. Щабът на войската разширява системата на задължителна военна повинност, като разделя запасняците на четири категории. Съгласно подписания през 1919 г. Ньойски мирен договор Царство България няма право да притежава наборна армия и се преминава към система на комплектуване на армията на доброволен принцип като доброволците, заедно с пограничната стража, могат да бъдат с численост до 100 хил. души. Въпреки всичко от 1932 г. започват да се практикуват наборни рекрути зад гърба на Ньойския договор, което поради рязката промяна в геополитическата обстановка и възхода на тоталитарните държави след 1930 г. – Германия, начело с Адолф Хитлер; Италия, начело с Бенито Мусолини и СССР, начело с Йосиф Сталин, държавите победителки в лицето на Великобритания и Франция не се противопоставят на нарушенията на мирния договор. Популярността и настъплението на тоталитарните държави в Европа и техният натиск за промяна на статуквото, изградено от Антантата с Версайската мирна система от 1919 г., води през 1938 г. до премахване на военните клаузи на Ньойския мирен договор. Това се случва с подписването на Солунското споразумение, с което Царство България възстановява задължителната военна служба на наборен принцип. С избухването на Втората световна война през 1939 г. през януари 1940 г. са въведени изменения в устройствения Закон за военните сили на Царство България, с който на военнослужещите на задължителна военна служба се издава непосредствено преди постъпването им във войсковите поделения военна книжка от военното окръжие по местожителство, която е именувана образец номер 19. Съгласно същите промени във военния закон задължителната военна служба се изпълнява в Българската войска и Трудови войски. През 1941 г. след присъединяването на България към подписания от Нацистка Германия, Фашистка Италия и Япония Тристранен пакт, са издадени разпореждания на министъра на войната, с които са увеличени дивизионните области от 4 на 5. Те рекрутират българското население, живеещо в зоните, управлявани от българската армия и администрация територии съгласно Директивата на Вермахта. Това са източна част на Вардарска Македония и Беломорието в частта му между реките Струма и Марица. През май 1941 г. започва призоваването на българите от Южна Добруджа в Българската войска. С поражението на германските войски при Москва през декември 1941 г. се налага изтегляне на германските военни части, окупиращи източна Сърбия, и изпращането им на Източния фронт. Те са заменени, съгласно подписана българо-германска спогодба, от български войски. На това основание, след допълнителни наборни рекрути с повикване на един редовен и части от два допълнителни набора, е формиран Първи окупационен корпус от три дивизии, изпратен да окупира източна Сърбия. През януари 1942 г. след като месец по-рано България обявява война на САЩ и Великобритания, със заповед на началник-щаба на войската генерал Константин Лукаш, е обявена частична мобилизация на Българската войска, вследствие на което в редица военни части са повикани наборници от набори, подлежащи на повикване през следващата година, както и предишни набори (системата на наборни рекрути в армията в много случаи няма последователност). През април 1944 г. е гласуван нов Закон за военните сили на Царство България. През септември 1944 г. след обявяването на война на Нацистка Германия и извършения Деветосептемврийски преврат, новото правителство на ОФ, начело с Кимон Георгиев, обявява обща мобилизация на Българската народна войска. Също така се променя с нови положения Законът за военните сили на Царство България, с което се създават като части на редовната армия гвардейските части, съставени от доброволци, които също са на наборен принцип. За тях е предвидено младежите постъпващи в тези части да имат навършени 18 г., а не 20 г., както е условието за задължителната военна служба в останалата част от редовната армия. Освен това в гвардейските части могат да служат и жени. Със същите промени е решено военнослужещите, участващи във войната, да имат специален документ за самоличност – бойна лична карта, която е единствения документ за самоличност в оперативната зона освен военна книжка. По време на българското участие във ВСВ в бойните действия против Нацистка Германия в Югославия, Унгария и Австрия, и в трите български армии участват както наборни войници от наборите 1920, 1921, 1922 и 1923 г., намиращи се на действителна военна служба в Българската войска към 9 септември 1944 г., така и наборни войници от повикания в средата на септември 1944 г. набор 1924 г., и запасни от наборите 1906 до 1919 г. В гвардейските части служат наборни войници от наборите 1924, 1925 и 1926 г.

### Народна република България
Съгласно подписания Парижки мирен договор Народна република България има право на 65 хил. души армия при запазване на задължителната военна служба. Действащият Закон за военните сили на Царството е променен в Закон за военните сили на НРБ, а от 1950 г. възрастта на призоваване на редовна военна служба е намалена от 20 г. на 18 г. Променя се и редът на издаване на военната книжка на военнослужещите на редовна военна служба, при който тя се издава при постъпване във войсковото поделение, а не както дотогава преди това от военното окръжие. През 1953 г. е създадена нова система на военни окръжия, като за всяка околия има по едно военно окръжие, а за София 5 регионални военни окръжия, които са подчинени на Столично военно окръжие. През 1958 г. е гласуван от XXIX обикновено народно събрание Закон за всеобщата военна служба, с който всички мъже граждани на НРБ от 18 г. до 28 г. подлежат на редовна военна служба от две години за завършилите средно образование, а за завършилите висше образование срока е 1 г. и 6 месеца. Висшистите служат в Школи за запасни офицери, а всички мъже след изслужване на редовната си военна служба, подлежат на повикване в на служба в запаса до 55-годишна възраст за войниците и младшите офицери, и 60-годишна възраст за старшите офицери. Жените, водещи се на военен отчет в запаса, имат пределна възраст за това 45-годишна възраст за войниците и 55-годишна възраст за младшите и старшите офицери. Българските наборни военнослужещи взимат участие ежегодно в учения на създадения през 1955 г. Варшавски договор, на който НРБ е член до 1991 г. Наборни военнослужещи от БНА участват във военни операции на Варшавския пакт като интервенцията по време на Пражка пролет от 1968 г. в Чехословакия, както и през периода на т. нар. Възродителен процес от 1984 – 1989 г. Тогава в операции срещу турски терористи и вълнения на турско населения участват български военни части, както и вътрешни войски, съставени и от наборни военнослужещи. През 1954 г. наборната военна служба се изпълнява и в транспортни войски, а от 1985 г. след създаването им и във войските на министерство на вътрешните работи, наричани още Вътрешни войски. През годините на социализма ежегодно се организират учебно-мобилизационни мероприятия, наричани още запас, на които преминават повечето български граждани. Най-голяма численост и размах БНА получава по времето когато Тодор Живков е Генерален секретар на ЦК на БКП и Председател на Държавния съвет на НРБ. Към 10 ноември 1989 г. Българската народна армия начислява 152 хил. души, 3/4 от които са наборни военнослужещи.

### Република България
С политическите промени от 10 ноември 1989 г., при които е свален от власт Тодор Живков, България тръгва по коренно различен път на развитие от предишния строй. През юли 1990 г. VII велико народно събрание гласува промени в Закона за всеобщата военна служба в България, с който редовната военна служба е намалена от две години на една година и шест месеца за завършилите средно образование и 1 г. за висшистите. Независимо от това започналата несигурност и безредие в обществото довеждат до зачестяване на престъпления в армията, организирани от наборни войници на стара служба срещу наборни войници новобранци. През декември 1995 г. XXXVII народно събрание гласува Закон за отбраната и въоръжените сили на Република България, с който за пръв път задължителната военна служба е наречена наборна военна служба. Съгласно чл. 98 от Закона „Всички мъже граждани на Република България, които са навършили 18 години, подлежат на наборна военна служба“. Законът постановява, че на постъпилите на наборна военна служба, се присвоява звание редник или матрос и се назначават на първа войнишка длъжност, и че на всеки военнослужещ на наборна военна служба се издава военна книжка, заверена от командира или началника на поделението, която е документ за самоличност и удостоверяваща изпълнението на наборна военна служба. През декември 1997 г. след инцидент с наборен войник от Вътрешни войски пред посолството на Япония, при който е убит, срокът на наборната военна служба е изменен на 1 г. за завършилите средно образование и 9 месеца за висшистите. От 1998 г. всички наборни военнослужещи в БА носят камуфлажна униформа социалистически образец и червени и сини барети за Сухопътни войски и Военновъздушни сили, като са премахнати парадните куртки и фуражки и т.нар въшкарник – шаячна униформа на въоръжение в българската армия от 1941 г. в различни разновидности. През 2001 г. влизат в сила промени на Закона за отбраната и въоръжените сили, с които срокът на наборната военна служба е намален на 9 месеца за завършилите средно образование и 6 месеца за висшистите. След приемането на България за член на НАТО наборната военна служба е премахната на 31 декември 2007 г. с решение на XL народно събрание. Последния набор, отслужил наборна военна служба е набор 1988 г. III смяна.